# Besatt (film, 2005)
Besatt (The Exorcism of Emily Rose) är en amerikansk skräckfilm/thriller från 2005 i regi av Scott Derrickson. Filmen är baserad på en sann historia om en tysk katolsk kvinna, Anneliese Michel, som dog 1976 när hon gick igenom en exorcism då hon påstods vara besatt av demoner.

## Handling
Advokaten Erin Bruner försvarar en katolsk präst, Father Richard Moore, som utfört en exorcism på en ung kvinna, Emily Rose. Bruner måste kämpa mot sin egen ensamhet när hon inser att hennes karriär inte tillfredsställt henne. Motvilligt tar hon sig an fallet då hon tror att det kan ge henne en befordran på advokatbyrån. Prästen går med på att ha henne som advokat om han får berätta Emilys berättelse. 

## Skådespelare
- Jennifer Carpenter som Emily Rose
- Laura Linney som Erin Christine Bruner
- Tom Wilkinson som Father Richard Moore
- Campbell Scott som Ethan Thomas
- Duncan Fraser som Dr. Cartwright
- Shohreh Aghdashloo som Dr. Sadira Adani
- Ken Welsh som Dr. Mueller
- Mary Black som Dr. Vogel
- Henry Czerny som Dr. Briggs
- J. R. Bourne som Ray
- Joshua Close som Jason
- Colm Feore som Karl Gunderson
- Mary Beth Hurt som Judge Brewster
- Andrew Wheeler som Nathaniel Rose
- Marilyn Norry som Maria Rose
- Katie Keating som Alice Rose

## Annorlunda dom i verkligheten
I verkligheten blev såväl föräldrarna som prästen dömda för dråp. Mer om detta kan läsas i artikeln som behandlar det verkliga fallet, Anneliese Michel.